# Thaur
Thaur är en ort och kommun i distriktet Innsbruck-Land i förbundslandet Tyrolen i Österrike. Kommunen har 4 369 invånare (2024). Den ligger 7 km öster om Tyrolens huvudstad Innsbruck.

## Bildgalleri

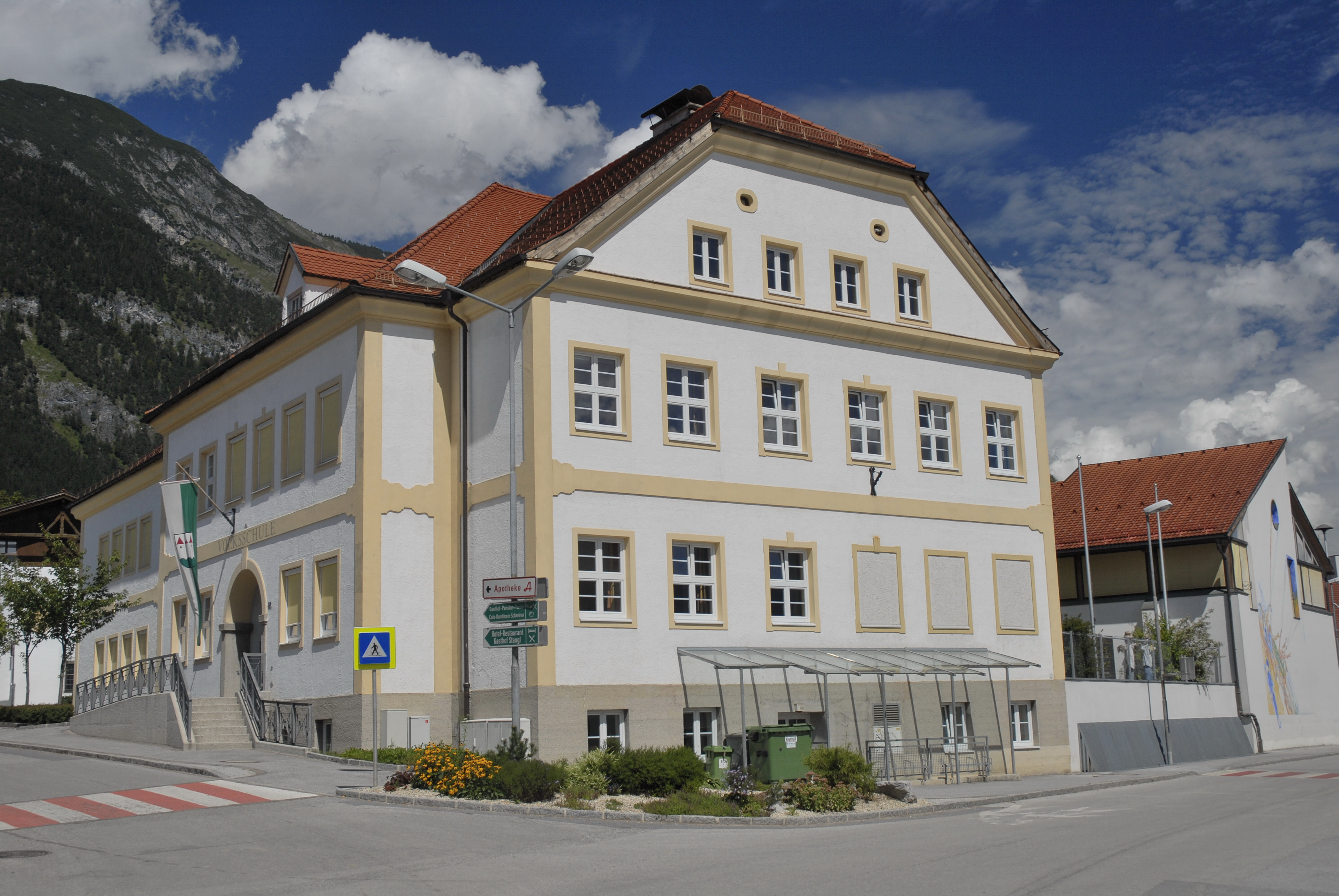
Folkskola
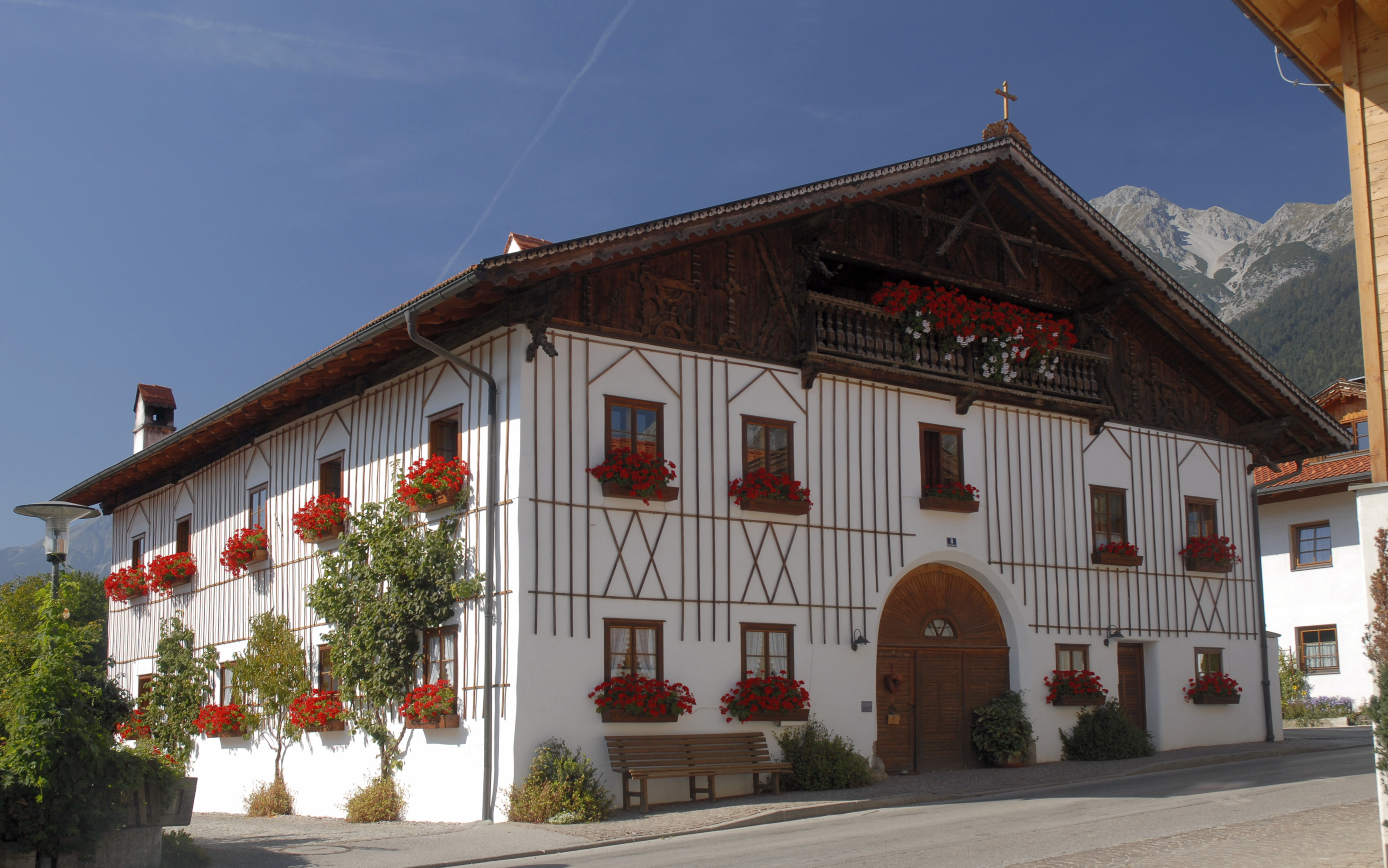
Hus i tyrolstil
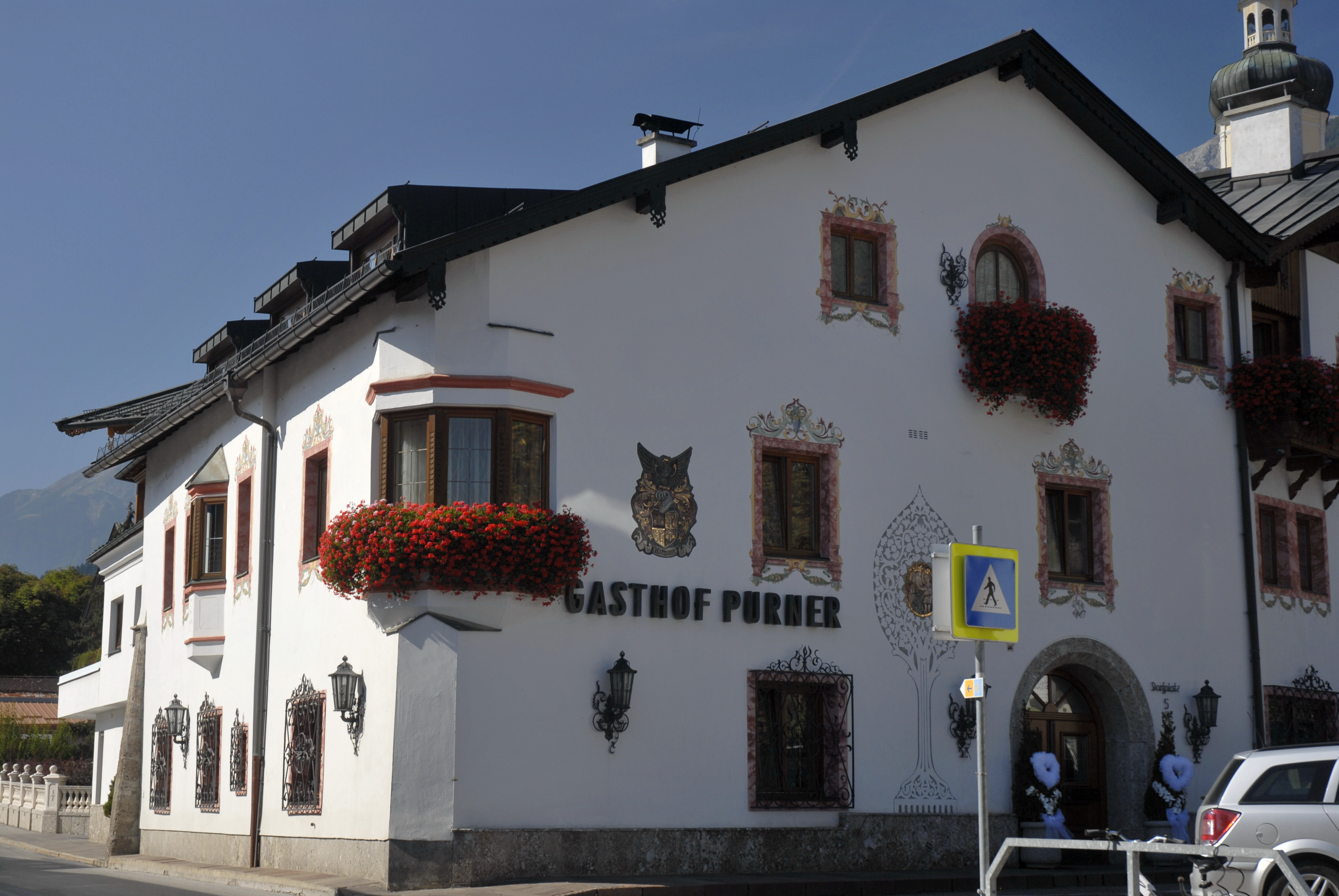
Värdshus
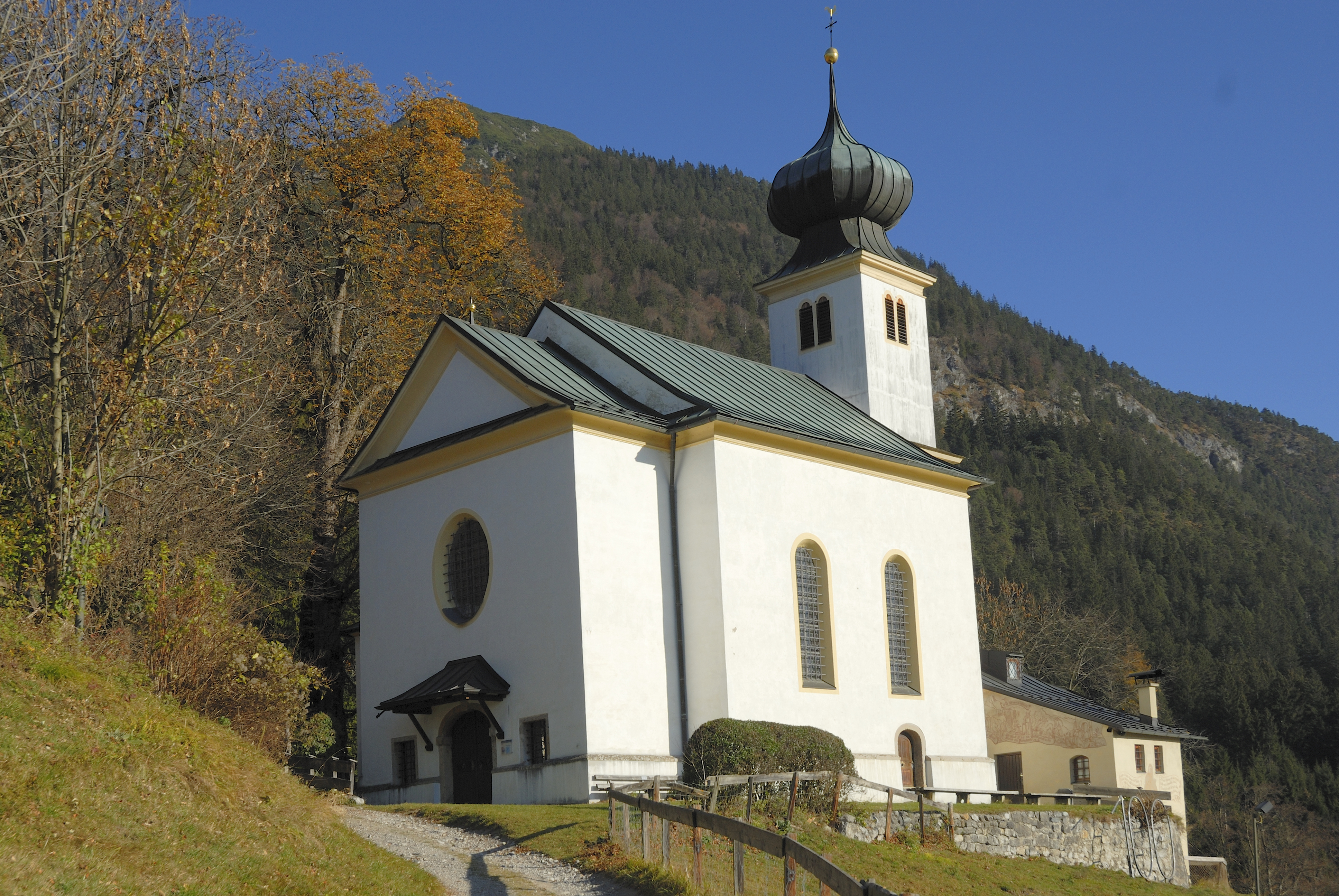
Romediuskirche